# マイケル・ドーン
マイケル・ドーン（Michael Dorn、1952年12月9日 - ）は、アメリカ合衆国の俳優、声優。スタートレックのウォーフ役で知られる。

## 生い立ちとキャリア
テキサス州ルーリング生まれ。カリフォルニア州パサデナで育ち、パサデナ大学でラジオとテレビの制作を学んだ。いくつかのロックバンドでミュージシャンを目指し、サンフランシスコに移るが、ロサンゼルスに戻っている。
テレビの初出演は1978年のテレビ『W.E.B.』である。その際プロデューサーはドーンの仕事に感銘を受け、演技の講師チャールズ・コンラッドにドーンを紹介し、ドーンは半年間演技を学んだ。
ドーンはその後テレビシリーズ『白バイ野郎ジョン&パンチ』の役をつかんだ。映画での最初の出演は『ロッキー』（1976年）のアポロのボディーガード役である。

## スター・トレック
ドーンの出演作のうち一番有名なものは『新スタートレック』及び『スタートレック:ディープ・スペース・ナイン』のクリンゴン人の宇宙艦隊士官ウォーフである。同役としては『スタートレック:ディープ・スペース・ナイン』の約30年後を描いたMMORPG『Star Trek Online』にも出演している。またスタートレック・シリーズのファンムービーのいくつかにも出演している。

## 趣味
ドーンはいくつかの飛行機を持っている。ドーンの所有機には古い空軍のT-33練習機 シューティングスター、F-86 セイバー、ノースアメリカン セイバーライナーがある。T-33はよく「ドーンの宇宙船」と呼ばれている。
ドーンはいくつかの組織に関与している。そのうちの一つは空軍航空機遺産財団(Air Force Aviation Heritage Foundation)であり、ドーンは顧問である。ドーンはヒストリーチャンネルの『現代の驚異』プライベートジェットの回にインタビューで出演している。

## 出演作品

### 映画
| 公開年 | 邦題 原題                                                                                     | 役名                     | 備考           |
| ------ | --------------------------------------------------------------------------------------------- | ------------------------ | -------------- |
| 1976   | ロッキー Rocky                                                                                | アポロのボディガード     | クレジットなし |
| 1977   | デモン・シード Demon Seed                                                                     |                          |                |
| 1985   | 白と黒のナイフ Jagged Edge                                                                    | ダン                     |                |
| 1991   | スタートレックVI 未知の世界 Star Trek VI: The Undiscovered Country                            | Klingon Defense Attorney |                |
| 1994   | スタートレック ジェネレーションズ Star Trek: Generations                                      | ウォーフ                 |                |
| 1996   | スタートレック ファーストコンタクト Star Trek: First Contact                                  | ウォーフ                 |                |
| 1998   | スタートレック 叛乱 Star Trek: Insurrection                                                   | ウォーフ                 |                |
| 2000   | プロフェッツ・ゲーム 殺人予告 The Prophet's Game                                              | ボブ・ボウマン           |                |
| 2001   | コンコルド Mach 2                                                                             | ロジャース               |                |
| 2002   | サンタクロース・リターンズ! クリスマス危機一髪 The Santa Clause 2                             | サンドマン               |                |
| 2002   | ネメシス/S.T.X Star Trek: Nemesis                                                             | ウォーフ                 |                |
| 2005   | アンダー・ザ・プラネット Descent                                                              | フィールディング         |                |
| 2006   | ショック・ウェーブ A.I. Assault                                                               | General Buskirk          | テレビ映画     |
| 2006   | セブン '09X 蘇る七つの大罪 Fallen Angels                                                      | テイラー                 |                |
| 2006   | ウォルト・ディズニーのサンタクローズ3/クリスマス大決戦! The Santa Clause 3: The Escape Clause | サンドマン               |                |
| 2007   | CE4 エイリアン・アブダクション Night Skies                                                    | カイル                   |                |
| 2015   | テッド2 Ted 2                                                                                 | リック                   |                |

### テレビシリーズ
| 放映年    | 邦題 原題                                                            | 役名                   | 備考          |
| --------- | -------------------------------------------------------------------- | ---------------------- | ------------- |
| 1979-1982 | 白バイ野郎ジョン&パンチ CHiPs                                        | ジェベディア・ターナー | 31エピソード  |
| 1987-1994 | 新スタートレック Star Trek: The Next Generation                      | ウォーフ               | 176エピソード |
| 1995,2002 | 新アウターリミッツ The Outer Limits                                  | ピート・クラリッジ     | 2エピソード   |
| 1995-1999 | スタートレック:ディープ・スペース・ナイン Star Trek: Deep Space Nine | ウォーフ               | 102エピソード |
| 2002      | 堕ちた弁護士 -ニック・フォーリン- The Guardian                       | スティーヴンス         | 1エピソード   |
| 2007      | WITHOUT A TRACE/FBI 失踪者を追え! Without a Trace                    | ネイサン・リッグス     | 1エピソード   |
| 2008,2009 | HEROES Heroes                                                        | 大統領                 | 2エピソード   |
| 2011-2013 | キャッスル 〜ミステリー作家は事件がお好き Castle                     | カーター・バーク       | 5エピソード   |
| 2023      | スタートレック:ピカード Star Trek: Picard                            | ウォーフ               | シーズン3     |

### テレビアニメ
- カウ&チキン - ウィーゼル
  - アイアム・ウィーゼル - ウィーゼル
- ガーゴイルズ - コールドストーン（オセロ）タウロス　タウロスの父
- スーパーマン - キャリバック
- ファンタスティック・フォー - ゴードン
- ジョニー・ブラボー - ナレーター
- スパイダーマン 新アニメシリーズ - クレイヴン・ザ・ハンター
- ジャスティス・リーグ - キャリバック
- ダック・ドジャース - センチュリオンロボ
- ダニー・ファントム
- ファミリー・ガイ
- Megas XLR - ボット14、警備員
- ビリー&マンディ - ピエロ
- ベン10 - ビクター、ベンビクター
- バットマン:ブレイブ&ボールド - ベイン

### テレビゲーム
- Saints Row 2 - 主人公の敵対組織ブラザーフッドのリーダー、マエロ役
- en:Fallout (series) - マーカス、フランク・ホリガン

### オンラインゲーム
- Star Trek Online - ウォーフ大使